# Episodi di Don Matteo (ottava stagione)

Screenshot dell'ottava stagione della serie.

Don Matteo 8 è l'ottava stagione della serie televisiva italiana Don Matteo, composta da 24 episodi ed andata in onda dal 15 settembre all'8 dicembre 2011 su Rai 1 e su Rai HD.
L'ottava stagione è la prima della serie a contenere inserimenti di prodotti a scopi promozionali (pubblicità indiretta, introdotta dal Testo unico della radiotelevisione nel 2010). Nella fattispecie le aziende in questione sono Enel (tutte le settimane), Lottomatica (episodi 12 e 22), Credito cooperativo (episodio 17), Johnson & Johnson (episodio 18) e Poltronesofà (episodio 23). Inoltre è stata l'ultima stagione di Don Matteo a essere girata a Gubbio: dalla stagione successiva si svolgerà a Spoleto.
Il cast principale vede due nuovi ingressi: uno all’interno della canonica, la ragazza madre Laura Belvedere (Laura Glavan); l’altro all’interno della caserma, la PM Andrea Conti (Eleonora Sergio). Passerà in secondo piano la figura di suor Maria. Per quel che riguarda il cast secondario, non comparirà più Amanda (Ilaria Spada), fidanzata del capitano nella sesta e nella settima stagione, mentre si rivede Clara, madre del capitano, assente nella settima stagione.
Questa stagione è stata la migliore sotto il profilo degli ascolti (soprattutto l'ultimo episodio) e quelli della critica con il trio Terence Hill-Nino Frassica-Simone Montedoro, quest'ultimo sposatosi con Patrizia (Pamela Saino), figlia del Maresciallo Cecchini, rendendoli la coppia più amata di Don Matteo.
| nº | Titolo                       | Prima TV Italia   |
| -- | ---------------------------- | ----------------- |
| 1  | Era mia figlia               | 15 settembre 2011 |
| 2  | Rave party                   | 15 settembre 2011 |
| 3  | Prova d'amore                | 22 settembre 2011 |
| 4  | L'uomo che sapeva volare     | 22 settembre 2011 |
| 5  | Il ritorno                   | 29 settembre 2011 |
| 6  | Tre nipoti e una tata        | 29 settembre 2011 |
| 7  | Severino innamorato          | 6 ottobre 2011    |
| 8  | Un'altra vita                | 6 ottobre 2011    |
| 9  | Sposami                      | 13 ottobre 2011   |
| 10 | Tiro mancino                 | 13 ottobre 2011   |
| 11 | Il suocero ha sempre ragione | 20 ottobre 2011   |
| 12 | I segreti di Gubbio          | 20 ottobre 2011   |
| 13 | Scelta di vita               | 27 ottobre 2011   |
| 14 | Generazione Y                | 27 ottobre 2011   |
| 15 | Il giorno più bello          | 3 novembre 2011   |
| 16 | La bambina del miracolo      | 3 novembre 2011   |
| 17 | Vecchie amiche               | 10 novembre 2011  |
| 18 | Il bambino conteso           | 10 novembre 2011  |
| 19 | L'ombra del sospetto         | 17 novembre 2011  |
| 20 | Indagine su una figlia       | 17 novembre 2011  |
| 21 | L'amore non basta            | 24 novembre 2011  |
| 22 | Tradimenti                   | 1º dicembre 2011  |
| 23 | Tutto è perduto              | 1º dicembre 2011  |
| 24 | Don Matteo sotto accusa      | 8 dicembre 2011   |

## Era mia figlia
- Diretto da: Giulio Base
- Scritto da: Mario Ruggeri

### Trama
Don Matteo oltre a indagare sul tentato omicidio di un antiquario, si occupa di Laura, una sedicenne incinta e molto ribelle, figlia di un suo vecchio amico che viene accusato del tentato omicidio. In caserma arrivano il nuovo sostituto procuratore Andrea Conti e la madre del capitano Tommasi, che non sa ancora il nome della fidanzata di suo figlio e crederà che quest'ultimo sia fidanzato con la nuova PM.
- Altri interpreti: Michele De Virgilio (Antonio Belvedere), Lorenzo Biscotti (Davide Paletta), Davide Gemmani (Ambrogio Paletta), Alessandra Celi (Elisabetta Paletta), Simona Marchini (Clara Tommasi), Giusy Valeri (Ines Pietrasanta), Antonio De Matteo (Luca Mantovani)
- Ascolti Italia: telespettatori 5 932 000 - share 23,36%[2]

## Rave party
- Diretto da: Giulio Base
- Scritto da: Francesco Arlanch e Andrea Valagussa

### Trama
Durante un rave party una ragazza muore per aver assunto droga tagliata male. Intanto Cecchini non vuole che sua figlia Patrizia e il capitano Tommasi passino un fine settimana romantico da soli.
- Altri interpreti: Michele De Virgilio (Antonio Belvedere), Stefano Chiodaroli (Amos Tani), Maurizio Tomaciello (Alberto Tani), Sydne Rome (Susi Dallara), Daniele La Leggia (Dario), Giada Lazzaro (Elena), Michele Cesari (Valerio Gatti)
- Ascolti Italia: telespettatori 5 506 000 - share 27,39%[2]

## Prova d'amore
- Diretto da: Giulio Base
- Scritto da: Mario Ruggeri

### Trama
Una giovane donna muore di parto in circostanze misteriose. Poco dopo, la ginecologa che si è occupata del caso viene uccisa. I Carabinieri indagano e don Matteo si unisce alla ricerca del responsabile. Nel frattempo Tommasi si prepara a un incontro di boxe e deve scegliere il suo coach tra il maresciallo Cecchini e la pubblico ministero Andrea Conti.
- Altri interpreti: Paolo Romano (Giuseppe Gardalupi), Michelangelo Tommaso (Umberto Galli), Laura Fo (madre di Umberto), Ornella Ghezzi (madre di Ines), Maria Cristina Blu (Maria Lopez), Larissa Volpentesta (Marzia Locatelli), Arianna Veronesi (Mariella Gardalupi), Nadia Russo (Ines Galli)
- Nota: questo episodio ha lo stesso titolo di un altro episodio della stagione 9.
- Ascolti Italia: telespettatori 6 473 000 - share 23,64%[3]

## L'uomo che sapeva volare
- Diretto da: Giulio Base
- Scritto da: Francesca De Michelis, Mario Ruggeri e Umberto Gnoli

### Trama
Pietro Tonelli, un falconiere, padre adottivo di Bernardo, un ragazzo con autismo, viene accoltellato. Il figlio tiene stretta in mano l'arma del delitto: è stato davvero lui? Don Matteo aiuta i Carabinieri a scoprire la verità. Intanto il maresciallo Cecchini, per un errore, pensa che gli siano rimasti solo sei mesi di vita da vivere e quindi fa tutto ciò che non ha mai fatto finora: compra e inizia a suonare una chitarra elettrica, si compra una moto che ha sempre desiderato e infine due biglietti per Parigi per lui e sua moglie Caterina, anche se sua moglie quando trova i biglietti pensa che vada con l'amante. Alla fine il maresciallo scopre che doveva fare sei mesi di dieta e poi con sua moglie partono per Parigi.
- Altri interpreti: Luisa Marzotto (Alba Raggi), Fabrizio Falco (Bernardo Raggi), Roberta Lanfranchi (Alice Risi), Lea Karen Gramsdorff (Tessa Michelini), Emanuele Basso (Sergio Zanetti), Stefano Alessandroni (Pietro Tonelli), Pietro Faella (Carlo Raggi), Pino Leoni (Giacomo Berardi)
- Ascolti Italia: telespettatori 5 849 000 - share 25,40%[3]

## Il ritorno
- Diretto da: Giulio Base
- Scritto da: Mario Ruggeri e Tiziana Lupi

### Trama
Lucia Desideri torna dopo 15 anni a Gubbio, dove ha lasciato i due figli Luca e Francesco. Chiede a Don Matteo di organizzare un incontro con loro due. Ma dopo una discussione, Luca non è pronto a perdonare la madre per la sua scomparsa e lascia la chiesa arrabbiato. Quando la mattina dopo Lucia viene trovata investita con la catena di Luca in mano, la situazione era chiara ai Carabinieri. Arrestano Luca e tocca ancora una volta a Don Matteo dimostrare la sua innocenza e trovare il vero colpevole. Nel frattempo, il Capitano Tommasi deve fare i conti con quattro giovani amici di Patrizia, conosciuti in Spagna e che, con sua grande gioia, un giorno si presentano inaspettatamente alla sua porta. Il capitano osserva l'intera vicenda con crescente gelosia e ovviamente cerca di stare al passo con i giovani in tutto e per tutto. 
- Altri interpreti: Cristina Moglia (Lucia Desideri), Prospero Richelmy (Giovanni Bardi), Elisabetta Valgoi (Giuliana Bardi), Irene Vecchio (Monica Bardi), Alessio Chiodini (Luca Bardi), Flavio Pistilli (Francesco Bardi), Bruno Cabrerizo (Fernando), Andrea Cimini (Michael), Andrea Lanciano (Hans), Luca Virdis (Gerard), Alfonso Liguori (Pietro Montani)
- Ascolti Italia: telespettatori 7 165 000 - share 26,05%[4]

## Tre nipoti e una tata
- Diretto da: Giulio Base
- Scritto da: Mariella Sellitti

### Trama
Il corpo di uno sconosciuto viene ritrovato durante una festa di una ricca famiglia, alla quale è ospite anche Don Matteo. I Carabinieri avviano subito le indagini, ma la morte dello sconosciuto resta un mistero. L'indagine prende di mira la tata della famiglia, Miss Prise, che viene dall'Inghilterra. Quando si viene a sapere che vive in Italia sotto falso nome e che aveva denunciato la vittima per violenza domestica in Inghilterra, la tata viene arrestata. Riesce però a convincere Don Matteo che la sua vita è cambiata e che si sente sicura nella famiglia come se fosse la sua. E così don Matteo continua a indagare per conto suo. Nel frattempo, il Maresciallo Cecchini crede che sua figlia Patrizia è incinta. Naturalmente questo porta a ogni sorta di malintesi e imbarazzi, ma alla fine è la gatta di Patrizia incinta e non lei stessa.
- Altri interpreti: Sophie Olsson (Jenny Oldwright), Barbara Di Bartolo (Linda Rinaldi), Brando Giorgi (Andrea Rinaldi), Giorgio De Virgiliis (Bruno Rinaldi), Marco Rulli (Momo), Ludovica Bizzaglia (Katia Rinaldi), Sydne Rome (Susi Dallara)
- Ascolti Italia: telespettatori 6 450 000 - share 28,29%[4]

## Severino innamorato
- Diretto da: Giulio Base
- Scritto da: Luisa Cotta Ramosino e Lea Tafuri

### Trama
Il finlandese Erik Beck, la sua fidanzata Giordana Paci e il loro comune amico Fabrizio Bettini sono in pellegrinaggio lungo la "Via Francigena", che porta da Canterbury a Roma. In particolare Fabrizio compie il pellegrinaggio per esaudire una promessa in seguito alla vittoria del Triplete (definita come "Tripletta" da Pippo) da parte dell'Inter. Durante la sosta a Gubbio, città natale di Giordana, i tre pellegrini soggiornano nella canonica di Don Matteo. Tuttavia, l'idillio religioso viene improvvisamente interrotto quando Giordana viene trovata strangolata la mattina successiva. Il primo sospetto cade subito sul fidanzato Erik perché è geloso di Fabrizio e la sera prima ha litigato con la sua ragazza. Don Matteo però è convinto dell'innocenza del pellegrino e, con l'aiuto dei Carabinieri, scopre finalmente la verità che si nascondeva nel passato della vittima. Oltre all'indagine sull'omicidio, a far scalpore questa volta è Severino. Si è innamorato perdutamente della bella cameriera Euridice e da allora cerca di conquistarne il cuore con l'aiuto dello zio. Naturalmente, questa impresa porta ad alcune azioni bizzarre e imbarazzanti.
- Altri interpreti: Mario Cordova (Ivan Bozzini), Orietta Notari (Carla Bozzini), Denise Capezza (Euridice Barcherini), Christoph Hulsen (Erik Beck), Antonio Palmese (Fabrizio Bettini), Paolo Setta (Giuseppe Alleanza), Fabiana Formica (Giordana Paci), Raffaele Di Nicola (Arturo Bozzini)
- Ascolti Italia: telespettatori 7 521 000 - 27,86% share[5]

## Un'altra vita
- Diretto da: Giulio Base
- Scritto da: Mariolina Venezia

### Trama
Festa in maschera a Gubbio. Don Matteo, Natalina, il Capitano Tommasi e il Maresciallo Cecchini sono invitati ad una festa in maschera a casa di Alberto Calvi. Il buon umore però viene improvvisamente rovinato quando Nives Di Maio viene trovata priva di sensi e ferita in giardino. Nessuno degli invitati la conosceva, ma Cecchini, Tommasi e don Matteo notano subito la somiglianza della vittima con la figlia di Calvi, Flaminia. Si scopre presto che Nives è la sorella gemella di Flaminia e che sono state separate poco dopo la nascita. Tuttavia, i Carabinieri sospettano prima della sorella e poi del padre. Ma è proprio Don Matteo che ha l'idea giusta e può risolvere il mistero delle sorelle gemelle. Giusto in tempo prima che la vittima si svegli dal coma. Intanto, il Capitano Tommasi, che non sopporta le feste in maschera a seguito di una terribile esperienza infantile, deve prima fare i conti con gli avventurosi suggerimenti di costumi del Maresciallo prima che una conversazione con Patrizia gli renda una serata fantastica.
- Altri interpreti: Domenico Balsamo (Luca Orlando), Maurizio Di Carmine (Alberto Calvi), Gaia Messerklinger (Nives Di Maio/Flaminia Calvi), Sydne Rome (Susi Dallara), Sara Cardinaletti (Rosanna)
- Nota: il personaggio interpretato in questo episodio di Gaia Messerklinger è diverso da quello della 14° stagione.
- Ascolti Italia: telespettatori 6 311 000 - 27,95% share[5]

## Sposami
- Diretto da: Carmine Elia
- Scritto da: Mario Ruggeri e Umberto Gnoli

### Trama
Don Matteo è ad una piccola festa popolare con Natalina, Pippo e Agostino. Lì ha anche un piccolo stand Raffaele Dondi, che aiuta i giovani tossicodipendenti nella lotta all'astinenza. Quando Billo, il cane di Agostino, trova un pacco di cocaina sepolto proprio accanto allo stand, Raffaele sospetta che la cocaina appartenga a Marco Torri, che ha avuto spesso problemi con la droga e ha avuto diversi rapporti con i Carabinieri. Tuttavia, quando vogliono interrogare Marco sull'argomento, trovano solo il suo corpo nel suo furgone. Dopo che la ragazza di Marco accusa Raffaele di essere un assassino, viene inizialmente arrestato. Don Matteo crede che Dondi sia innocente e, con l'aiuto di Lisa, anche lei in astinenza, scopre finalmente i veri retroscena. Intanto, il Capitano Tommasi acquista un anello per Patrizia e organizza una cena romantica nella quale vuole chiederle la mano in matrimonio. Ma Patrizia vuole studiare a Barcellona per un altro anno e non osa dirlo al capitano. Quando lei ne parla durante la cena romantica, il capitano inizialmente resiste alla proposta e poco dopo tra i due scoppia una discussione. Patrizia ovviamente è triste e solo l'intervento personale di Don Matteo rimette le cose in carreggiata.
- Altri interpreti: Simone Colombari (Raffaele Dondi), Linda Gennari (Giulia Valnegri), Isa Bellini (Guglielma Sassi), Teresa Piergentili (Eliana Sassi), Bruno Cabrerizo (Fernando), Simona Marchini (Clara Tommasi), Ilaria De Laurentiis (Lisa), Stefano Andrea Macchi (Marco Torri)
- Nota. Il luogo dov'è ambientata la comunità "La Ginestra" è lo stesso dov'è ambientato l'agriturismo "La Dolce Sosta" nell'episodio 8 della stagione 6
- Ascolti Italia: telespettatori 7 217 000 - share 25.7%[6]

## Tiro mancino
- Diretto da: Carmine Elia
- Scritto da: Mario Ruggeri e Mauro Graiani

### Trama
Sara, una bambina di otto anni, va da Don Matteo dopo la lezione di catechismo e gli dice che suo nonno Arrigo aveva paura che presto sarebbe stato assassinato. Il padre di Sara, Roberto, minimizza il tutto e spiega a Don Matteo che Sara ha una fervida fantasia e che Arrigo è vecchio e gravemente malato. Tuttavia il giorno dopo il prete parte per informarsi sulla salute di Arrigo. Quando arriva lì, però, lo trova morto nel suo letto e ovviamente chiama subito i Carabinieri. Ciò presuppone tuttavia che l’uomo sia morto naturalmente. Poiché Sara ora incolpa Don Matteo per la morte del nonno e il prete ha la sensazione che ci sia qualcosa che non va, Don Matteo avvia ancora una volta le proprie indagini. Ben presto riesce a dimostrare che Arrigo è stato effettivamente assassinato e finalmente rintraccia l'autore dopo aver conquistato la fiducia dei vecchi amici della vittima durante una furiosa partita a biliardo. Intanto, la PM Conti dice a suo padre, un risoluto colonnello dell'esercito, che ha un fidanzato. Purtroppo il Colonnello crede che questo fidanzato sia il Capitano Tommasi e così ricomincia il consueto gioco a nascondino nei confronti della Famiglia Cecchini.
- Altri interpreti: Massimo Olcese (Amedeo Conti), Gianluigi Fogacci (Roberto Savelli), Alessandro Lucente (Claudio Rossi), Alessandra Raichi (Anna Maria Savelli), Max Pisu (Donato Risi), Enzo Provenzano (Ugo), Paolo Paoloni (Riccardo), Nello Mascia (Oscar), Claudia Piselli (Sara Savelli)
- Ascolti Italia: telespettatori 6 146 000 - share 27.48%[6]

## Il suocero ha sempre ragione
- Diretto da: Carmine Elia
- Scritto da: Mauro Graiani e Mario Ruggeri

### Trama
Franco Galimberti, anziano benestante, viene trovato gravemente ferito. Dopo che un testimone dice ai Carabinieri che Franco ha avuto un'accesa discussione con Teta, direttrice della banca di Gubbio, la sera del delitto lei viene arrestata con l'accusa di tentato omicidio. Don Matteo, che ha appena avuto appuntamento con Suor Maria da Teta, naturalmente non crede alla sua colpevolezza, poiché Teta spende molte energie per sostenere le famiglie bisognose. Il prete indaga nuovamente per conto suo e può finalmente provare la sua innocenza. Grazie al disegno di un bambino e alle informazioni di Natalina, riesce a rintracciare il vero colpevole. Intanto, il maresciallo Cecchini è preoccupato perché il suocero si è presentato a Gubbio senza preavviso. Poiché lo carica costantemente di compiti e non è mai soddisfatto di lui, il Maresciallo è seriamente colpito dai nervi. Ma quando Napoleone, l'amato gatto del suocero, fugge per colpa sua, inizia una caotica ricerca, nella quale sono coinvolti anche Tommasi e Severino.
- Altri interpreti: Tuccio Musumeci (suocero di Cecchini), Roberto Accornero (Carlo Berardi), Carlina Torta (Maria Teresa "Teta" Colognese), Anna Ferruzzo (Federica Galimberti), Alberto Cracco (Franco Galimberti), Filippo Gattuso (Filippo Berardi), Giorgia Stinisci (Priscilla Berardi).
- Ascolti Italia: telespettatori 7 535 000 - share 26%[7]

## I segreti di Gubbio
- Diretto da: Carmine Elia
- Scritto da: Luisa Cotta Ramosino e Lea Tafuri

### Trama
Dopo che la giovane scrittrice Benedetta Poggi aveva pubblicato il libro "I Peccati di Gubbio", non solo litigò con il padre Vittorio, ma lasciò anche la città. Adesso però è tornata e vive a casa della preside Susi Dallara. Ma quando una mattina Benedetta scompare con l'auto di Susi, quest'ultima si rivolge a Don Matteo e insieme denunciano l'accaduto ai Carabinieri. Alla fine viene trovata l'auto gravemente danneggiata sul ciglio della strada. Benedetta è gravemente ferita e viene portata in ospedale. Si scopre subito che l'auto non ha avuto un incidente, ma è andata fuori strada. Il primo sospetto cade sull'ex fidanzato di Benedetta, con cui la settimana prima aveva avuto un acceso litigio a Perugia. Don Matteo potrà però dimostrare la sua innocenza. L'indagine si concentra infine sulle persone danneggiate dal libro di Benedetta. Tuttavia, solo quando Don Matteo scoprì che l'incidente non aveva a che fare con il libro già pubblicato, ma con un secondo libro in programma, scopre il vero colpevole. Intanto, Cecchini crede che lui e Tommasi abbiano vinto alla lotteria. Purtroppo il capitano ha cambiato i numeri all'ultimo momento e la vittoria non è andata a buon fine. La conseguente lite tra i due giunge a lieto fine solo quando Patrizia torna.
- Altri interpreti: Stefano Santospago (Vittorio Poggi), Alessandro Averone (Giorgio Brunori), Giorgia Senesi (Olivia), Chiara Degani (Benedetta Poggi), Sydne Rome (Susi Dallara), Nicoletta Della Corte (Eleonora Baresani), Francesco Maria Cordella (Alfio)
- Ascolti Italia: telespettatori 6 530 000 - share 27,58%[7]

## Scelta di vita
- Diretto da: Carmine Elia
- Scritto da: Francesco Arlanch e Alessia Lepore

### Trama
Natalina è insoddisfatta della sua vita perché è sola e si sente anche come se non fosse necessaria. Dopo aver letto un libro su Santa Rita, una donna che ha trovato la felicità dopo essere entrata nel monastero come suora, fa velocemente le valigie e lascia segretamente la parrocchia per recarsi al convento. Suor Maria la fa entrare e promette di parlare con don Matteo la mattina dopo. Ma non è solo l'arrivo di Natalina a provocare disordini nel convento, ma anche la nuova novizia Clara. La sua famiglia e soprattutto il suo fidanzato non vogliono accettare la sua nuova decisione di vivere in convento e si scontrano violentemente con Suor Maria. La situazione precipita la mattina dopo quando suor Maria viene trovata brutalmente aggredita. I Carabinieri arrestano Corrado, il fidanzato di Clara, perché quella notte aveva minacciato Suor Maria. Naturalmente in queste indagini interviene anche Don Matteo che può provare inizialmente l'innocenza di Corrado. Quando finalmente capisce il vero motivo dietro la decisione di Clara di recarsi al monastero, rintraccia anche l'aggressore. Mentre Pippo, Laura e Agostino cercano di convincere Natalina a tornare in parrocchia, il capitano Tommasi cerca un appartamento più grande per sé e Patrizia. Ma quando Cecchini ne viene a conoscenza, vanifica i suoi sforzi e cerca un appartamento per loro due proprio nel suo quartiere. Il capitano ovviamente non è molto entusiasta, ma solo quando anche Patrizia si esprime contro questo appartamento, tutti gli sforzi di Cecchini risulteranno vani.
- Altri interpreti: Vittoria Piancastelli (Madre Oberin), Paolo Bessegato (Franco Calvezzi), Claudia Vismara (Clara Calvezzi), Ivan Alovisio (Corrado), Federico Tolardo (Alberto Calvezzi), Cristian Stelluti (Ruggero Baldi), Enzo Saturni (Enzo)
- Ascolti Italia: telespettatori 7 453 000 - share 25,89%[8]

## Generazione Y
- Diretto da: Carmine Elia
- Scritto da: Mariella Sellitti

### Trama
L'imprenditore di successo Rino Torre festeggia il suo compleanno in grande stile. Anche Don Matteo è lì come ospite ed è testimone di una discussione tra Valeria, la figlia sedicenne di Rino, e la matrigna Ines. Quando la mattina dopo la governante di Rino va da don Matteo e gli dice che Ines l'aveva licenziata all'improvviso, il prete promette di parlare con Ines. Con suo sgomento, però, la trova morta nel soggiorno. Inizialmente tutto fa pensare ad una rapina-omicidio, poiché mancano i gioielli della vittima e anche la cassaforte è stata svuotata. Il primo sospetto cade proprio sulla governante Anuschka. licenziata perché ha problemi economici e le vengono trovati addosso 1000 euro. Naturalmente don Matteo non crede che Anuschka sia colpevole, visto che lei si è rivolta a lui. Quando finalmente scopre che i furti e l'omicidio non hanno nulla a che fare l'uno con l'altro, scopre anche i veri retroscena. Assuntina, la figlia minore di Cecchini, viene coinvolta nei furti, e anche Natalina, che si ferisce ad una gamba e sfoga il suo malumore su Pippo, Laura e Agostino. Quindi anche qui Don Matteo ha molto da fare per appianare le cose e riportare l'armonia.
- Altri interpreti: Ninni Bruschetta (Rino Torre), Benedetta Gargari (Valeria Torre), Lavinia Biagi (Ines Torre), Giampiero Mancini (Paolo Monfreschi), Luca Fiamenghi (Simone Monfreschi), Tatiana Antipova (Anuschka Vertova), Sydne Rome (Susy Dallara)
- Ascolti Italia: telespettatori 6 793 000 - share 28,61%[8]

## Il giorno più bello
- Diretto da: Carmine Elia
- Scritto da: Elena Bucaccio

### Trama
A Gubbio si svolge una grande festa di nozze. Il capitano Tommasi voleva visitarlo con Patrizia per prepararsi al proprio matrimonio, ma Patrizia non può volare in Italia a causa di una nuvola di cenere. Così accade che si reca all'evento da solo con il Maresciallo Cecchini. Ospite anche Don Matteo, che conosce bene la famosa modella Elisa Leonardi e che è la star della sfilata. Ma quando la notte successiva viene compiuto un tentativo di omicidio ai danni di Elisa, Don Matteo viene naturalmente coinvolto nelle indagini. Mentre i Carabinieri danno la caccia allo stalker di Elisa e forniscono Severino come guardia del corpo per la modella, Don Matteo scopre la verità dopo una conversazione con Elisa stessa e arriva fino in fondo all'autore del reato. Intanto, in assenza di Patrizia, sono continui i litigi tra i Cecchini e Clara, la madre del capitano. Quest'ultima vuole solo il meglio per il matrimonio di suo figlio e infastidisce tutti con i suoi costosi suggerimenti. Solo quando Patrizia finalmente arriva a Gubbio, Don Matteo interviene a mediare e cosi le parti in lotta si riconciliano. Infine, Laura provoca trambusto in canonica poiché la nascita di sua figlia si avvicina e Natalina sta quasi facendo impazzire di eccitazione coloro che la circondano. Questo scompare solo quando finalmente la bambina verrà alla luce con il nome di Ester. 
- Altri interpreti: Elena Santarelli (Elisa Leonardi), Elena Ravaioli (Clementina), Angela Tuccia (Alice), Ugo Piva (Achille Correa), Antonella Fattori (Rossana), Simona Marchini (Clara Tommasi), Giuliano Carmigniati Rush (Giorgio Alfieri), Riccardo Forte (Filippo)
- Ascolti Italia: telespettatori 7 814 000 - share 25,90%[9]

## La bambina del miracolo
- Diretto da: Carmine Elia
- Scritto da: Sabina Marabini e Mario Ruggeri

### Trama
In Piazza Grande si svolgono le gare nazionali di scherma, che significano anche la qualificazione alle Olimpiadi. Per l'occasione torna a Gubbio anche la grande favorita Valeria. Questa è conosciuta a Gubbio come "la bambina del miracolo" perché è sopravvissuta illesa a un grave incidente stradale mentre i suoi genitori morivano. Valeria è poi cresciuta con i nonni e da allora conosce molto bene Don Matteo. Tuttavia, il gioioso incontro viene improvvisamente rovinato quando la prostituta Giulia viene trovata assassinata la mattina successiva. I Carabinieri arrestano immediatamente Enrico, il marito dell'allenatore di Valeria, perché un video di sorveglianza lo mostra mentre fa salire in macchina la prostituta. Sebbene Enrico non dica nulla in sua difesa, tutta la storia sembra molto strana a Don Matteo, soprattutto perché la moglie Stefania non è arrabbiata con il marito né fa alcuna mossa per scagionarlo. Alla fine la affronta e scopre che Stefania ed Enrico sono stati ricattati dalla prostituta perché lei in qualche modo aveva scoperto che Stefania aveva causato l'incidente in cui sono morti i genitori di Valeria. Sfortunatamente, Valeria ascolta questa confessione e ovviamente ne segue una grande discussione. Don Matteo ora non solo può risolvere il delitto, ma deve anche usare tutte le sue capacità per riportare la pace. Laura, che inizialmente non vuole tenere la bambina, deve attraversare alcune crisi prima di prendersi le sue responsabilità su sua figlia Ester.
- Nota. In questo episodio troviamo Claudia Gaffuri, che interpreta Chiara Scotton nella fiction Un passo dal cielo.
- Altri interpreti: Claudia Gaffuri (Valeria Stopponi), Giovanni Guidelli (Enrico Stopponi), Paola Benocci (Stefania Stopponi), Michele Nani (Nemet), Eleonora Mancini (Giulia Kostin), Nino Fuscagni (Antonio Stopponi), Irina Munteanu (Maya)
- Ascolti Italia: telespettatori 7 192 000 - share 27,97%[9]

## Vecchie amiche
- Diretto da: Fernando Muraca
- Scritto da: Mario Ruggeri e Viola Rispoli

### Trama
La cameriera Marieta viene trovata assassinata nell'albergo di Saverio Corallo. Quando i Carabinieri scoprono che Marieta lavorava anche come prostituta e trovano sul suo telefono la registrazione di una discussione tra lei e Riccardo Vasta, viene arrestato con forte sospetto. La futura moglie di Riccardo, Sonia, è profondamente angosciata e chiede aiuto a Don Matteo. Alla fine scopre che Sonia e la vittima erano migliori amiche anni fa e che anche Sonia allora era una prostituta. Mentre il Capitano Tommasi individua un altro movente del delitto, Don Matteo scopre che Marieta voleva proteggere la sua vecchia amica e così rintraccia il vero colpevole. Nel frattempo, Laura e Natalina discutono sempre più spesso e violentemente sui metodi migliori per allevare la piccola Ester. Le cose si mettono così male che Natalina decide di andarsene. Anche qui Don Matteo deve intervenire nuovamente per dirimere la controversia. Anche per il Capitano Tommasi le cose non si mettono bene, perché riceve la visita inaspettata della sua zia Giuliana. Lei è una suora in un monastero e, come si scopre poi, è fuggita con un'amica dopo una discussione con la madre superiora del posto. Ora il capitano può lottare con le due stravaganti sorelle finché, esasperato, si rivolge a Don Matteo e lui risolve tutti i conflitti.
- Altri interpreti: Valentina Chico (Sonia Barani), Margherita Laterza (Anna), Gloria Coco (Suor Giuliana), Raffaella Panichi (Suor Matilde), Paolo Giommarelli (Riccardo Vasta), Joëlle Rigollet (Marieta Maisen), Ivan Olivieri (Saverio Corallo), Aurora Giovinazzo (Giorgia, ragazzina)
- Ascolti Italia: telespettatori 7 500 000 - share 27,1%[10]

## Il bambino conteso
- Diretto da: Fernando Muraca
- Scritto da: Valerio D'Annunzio

### Trama
Lorenzo, 7 anni, è un vero prodigio del pianoforte. Dopo un emozionante concerto a Gubbio, Don Matteo si rende conto che i suoi genitori separati non vanno molto d'accordo. Più tardi quel pomeriggio, Lorenzo scompare dall'appartamento di sua madre senza lasciare traccia. Naturalmente Carabinieri e Don Matteo fanno di tutto per ritrovare il bambino rapito il più presto possibile. Mentre la madre e i Carabinieri inizialmente sospettano del padre, Don Matteo scopre alla fine che il ragazzo non è stato effettivamente rapito. Mentre i genitori si riavvicinano di fronte alle preoccupazioni per il figlio, lui ora è scappato da solo e mette in pericolo la sua vita su un terreno difficile. Don Matteo si mette in viaggio per salvarlo. Intanto, il Maresciallo Cecchini, dopo essere caduto dalle scale, ha perso parzialmente la memoria e non riconosce nessuno dei suoi amici. Il "nuovo" Maresciallo provoca un po' di confusione e si riprende solo quando Don Matteo lo fa cadere accidentalmente e cade di nuovo con la testa.
- Altri interpreti: Samuela Sardo (Emma Silenti), Massimo Bulla (Michelle Migliori), Yasemin Sannino (Alba Matesta), Gabriele Caprio (Lorenzo Migliori), Cecilia Di Giuli (Loredana Giulioli), Alessandro Lanza (Antonio Luciani)
- Nota: questo episodio ha lo stesso titolo di un altro episodio della stagione 9.
- Ascolti Italia: telespettatori 6 577 000 - share 27,27%[10]

## L'ombra del sospetto
- Diretto da: Fernando Muraca
- Scritto da: Mario Ruggeri e Sabina Marabini

### Trama
Carlo Ravazzin viene trovato assassinato da Don Matteo. La principale sospettata del caso è Danila, la sorella della moglie di Carlo. Danila protesta la sua innocenza, ma ha quasi rinunciato perché la sua famiglia comunque non le crede mai. Suo padre Antonio però chiede aiuto a Don Matteo perché non pensa che lei sia un'assassina, anche se in passato ha spesso causato problemi ed è sempre stata molto ribelle. Sia Don Matteo che i Carabinieri sono inizialmente all'oscuro quando si tratta di risolvere il caso. Il capitano Tommasi ha comunque ben altre preoccupazioni, perché dalla sala prove è sparita della droga e il Colonnello De Mussi lo ritiene responsabile. Don Matteo trova finalmente una valigia piena di soldi e una tessera di accesso alla sala prove nell'ufficio della vittima. Ma poiché non sa nulla del furto di droga, non può farci niente e consegna la valigia al maresciallo Cecchini. Con questa prova lui e il capitano potranno finalmente risolvere entrambi i crimini contemporaneamente.
- Altri interpreti: Lucia Mascino (Marcella Cugliato), Daphne Scoccia (Danila Cugliato), Ciro Scalera (Antonio Cugliato), Pierluigi Corallo (Carlo Ravazzin), Paolo Aquino (Colonnello De Mussi),
- Ascolti Italia: telespettatori 7 383 000 - share 24,71%[11]

## Indagine su una figlia
- Diretto da: Fernando Muraca
- Scritto da: Elena Bucaccio e Emanuela Canonico

### Trama
Don Matteo e i carabinieri indagano su una sedicenne scomparsa e il rischio è che la ragazza sia vittima di un maniaco. Nel frattempo il maresciallo Cecchini è intenzionato a riportare serenità tra Patrizia e il capitano Tommasi, però la situazione peggiora.
- Altri interpreti: Marco Iannitello (Bruno Salvini), Sara Mollaioli (Lavinia), Costanza Cerasi (Sofia Lotieri), Roberta Sferzi (Carolina Lotieri), Luigi Moretti (Gianluigi Lotieri)
- Ascolti Italia: telespettatori 7 147 000 - share 28,53%[11]

## L'amore non basta
- Diretto da: Salvatore Basile
- Scritto da: Francesco Arlanch e Luisa Cotta Ramosino

### Trama
Le cose non sono facili per la sorda Claudia Baratti. È innamorata di Lorenzo, ma non osa confessargli il suo amore perché ha paura che lui la respinga a causa della sua disabilità. Inoltre è costantemente nei guai con sua madre perché la tratta come una bambina a causa del suo handicap e non prende sul serio i suoi desideri. L'intero caos emotivo si intensifica quando il suo capo, il Dottor Antonio Cadori, viene trovato assassinato. I Carabinieri sospettano dell'omicidio Lorenzo perché il giorno prima aveva litigato con la vittima e accusava Cadori di approfittarsi sempre dei suoi dipendenti disabili. Disperata, Claudia chiede aiuto a Don Matteo. Tuttavia, non solo è impegnato a riorganizzare la vita di Claudia e a catturare l'assassino di Cadori, ma può anche occuparsi dei problemi di Laura e di suo padre Antonio. È stato rilasciato dal carcere e non riesce affatto a far fronte alla sua nuova libertà e alla sua situazione di giovane padre e ora anche di nonno. Non è però solo Don Matteo a dover fare i conti con il caos emotivo e gli amanti perduti, perché la crisi regna ancora anche tra Capitano Tommasi e Patrizia. La situazione ovviamente non viene alleviata dall'arrivo di Fernando e la gelosia del capitano provocata da ciò alla fine porta Patrizia a restituire anche l'anello di fidanzamento del capitano.
- Nota: questo episodio ha una durata di 75 minuti.
- Altri interpreti: Michele De Virgilio (Antonio Belvedere), Rosa Diletta Rossi (Claudia Baratti), Gabriele Gallinari (Lorenzo Basso), Daniela Terreri (Anna Tossi), Roberta Lena (Maria Baratti), Bruno Cabrerizo (Fernando), Gianfranco De Angelis (Antonio Cadori)
- Ascolti Italia: telespettatori 7 404 000 - share 25,98%[12]

## Tradimenti
- Diretto da: Salvatore Basile
- Scritto da: Mario Ruggeri

### Trama
Chiara Fortunato, 17 anni, viene trovata gravemente ferita nel bosco di Gubbio. Il primo sospetto cade sul bevitore Carmine perché il giorno prima aveva litigato con la ragazza e si trovava anche lui nel bosco al momento del delitto. Luca, il figlio di Carmine, fidanzato di Chiara, chiede aiuto a Don Matteo. Apprende da Carmine che non ha più alcun ricordo del periodo in questione e che riesce a ricordare solo un bambino che piange. Un suggerimento casuale di Laura e la suoneria di un SMS rivelatore hanno finalmente messo Don Matteo sulla strada giusta. Intanto c'è ancora una grossa crisi tra Tommasi e Patrizia ed ormai è così grave che Patrizia trascorre una serata romantica con Fernando e il Capitano con Andrea Conti. Laura e Dario sono in crisi anche perché Laura è gelosa dell'ex fidanzata di Dario, Roby. In questo caso don Matteo può ancora intervenire per calmare gli animi.
- Altri interpreti: Valentina Reggio (Roberta Farsi), Silvia Alù (Chiara Fortunato), Roberto D'Alessandro (Carmine), Gabriele Manfredi (Luca), Bruno Cabrerizo (Fernando), Roberto Di Maio (Mauro Lavetti), Andrea Caimmi (Angelo Fortunato)
- Ascolti Italia: telespettatori 8 445 000 - share 28,24%[13]

## Tutto è perduto
- Diretto da: Salvatore Basile
- Scritto da: Francesco Arlanch e Luisa Cotta Ramosino

### Trama
Viola Brizzi si rivolge disperata a Don Matteo e al maresciallo Cecchini perché il marito Rocco, gravemente malato, è scomparso. Con sua sfortuna, la premonizione di Viola si conferma, poiché Rocco viene trovato assassinato poco tempo dopo. I Carabinieri arrestano allora il figlio di Rocco, Giovanni, perché testimoni hanno osservato un'accesa discussione tra i due. Don Matteo non crede alla colpevolezza di Giovanni, ma il caso si trasforma in una questione molto complicata perché ci sono diverse persone che avrebbero avuto un movente per uccidere Rocco. Il capitano, finalmente, durante la notte trova l'indizio cruciale e parte da solo. Tra Patrizia e il Capitano sembra che le cose siano finite. Patrizia decide di andare a Roma con Fernando per lavorare come avvocato e il Maresciallo accusa il Capitano di aver distrutto tutta la sua famiglia. L'intervento di don Matteo sulla vicenda inizialmente non sembra sortire alcun risultato. Solo quando il capitano viene gravemente ferito durante la sua missione notturna in solitaria e sta quasi morendo, Patrizia si rende conto di ciò che prova ancora per lui. Ritorna subito a Gubbio e veglia al capezzale del malato mentre Don Matteo risolve il caso. Quando finalmente il capitano si sveglia, la grande crisi è finalmente passata e dopo qualche parola di scusa tutto è pronto per il grande matrimonio.
- Altri interpreti: Sergio Petrella (Giovanni Brizzi), Caterina Casini (Viola Brizzi), Maurizio Ferrini (Dorelli), Massimiliano Giovannetti (Dante Fabbri), Filippo Berti (Cesare), Bruno Cabrerizo (Fernando), Simona Marchini (Clara Tommasi), Nino Bernardini (Rocco Brizzi), Gianni Gliottone (Angelo Magri)
- Ascolti Italia: telespettatori 7 919 000 - share 30,25%[13]

## Don Matteo sotto accusa
- Diretto da: Salvatore Basile
- Scritto da: Mario Ruggeri

### Trama
A Gubbio arriva Giuliano Rovati, il padre naturale della bambina di Laura, per comunicarle che i suoi genitori reclamano a tutti i costi l'affidamento della nipote. Il nonno di Ester, Fulvio, si reca da don Matteo per dirgli di convincere Laura a rinunciare alla bambina. La ragazza non vuole separarsi da sua figlia, così il prete decide di aiutarla, rimanendo ingiustamente vittima di un tranello: viene denunciato per molestie da Emanuela, una donna appositamente pagata dal nonno di Ester. Quest'ultima prima si presenta in canonica da don Matteo e poi fugge dai Carabinieri sostenendo che il prete l'abbia molestata; successivamente il marito di Emanuela la ritrova in fin di vita, con il prete vicino con le mani macchiate di sangue. Don Matteo finirà in carcere con l'accusa del tentato omicidio della ragazza che lo ha denunciato. Successivamente si verrà a sapere che il nonno di Ester ricatta don Matteo, in quanto farà ritirare la denuncia se Laura rinuncerà alla piccola. Don Matteo si darà da fare al massimo per riuscire a dimostrare la sua innocenza prima che la situazione precipiti. Nel frattempo il capitano Tommasi e Patrizia tentano di riorganizzare in fretta e furia il matrimonio, tuttavia senza don Matteo non è la stessa cosa. Cecchini inoltre si dimentica di confermare il ristorante trovando rimedio solo con la tavola calda "Da Ciccio", che si trova lungo la strada che da Gubbio porta a Perugia ed è specializzata in panini con la porchetta. Alla fine viene arrestato il vero colpevole, il padre di Ester, che, disgustato dal proprio padre, voleva convincere Emanuela a ritirare la denuncia. Don Matteo, Cecchini e Tommasi corrono al matrimonio (che era iniziato già da 30 minuti), trovando ad attenderli una Patrizia meravigliosa. Tra la commozione generale, soprattutto quella di Giulio, si celebra il matrimonio tanto atteso. Cecchini è preoccupato, costretto a portare tutti gli invitati alla tavola calda "Da Ciccio". Nel finale, si scopre però che tutta Gubbio e Don Matteo avevano preparato agli sposi un rinfresco fuori dalla chiesa.
- Nota: questo episodio ha una durata di 90 minuti.
- Altri interpreti: Lorenzo Vavassori (Giuliano Rovati), Barbara Terrinoni (Maddalena Rovati), Pierluigi Misasi (Fulvio Rovati), Isabelle Adriani (Emanuela Paoletti), Clemente Pernarella (Pietro Santos), Sydne Rome (Susy Dallara), Simona Marchini (Clara Tommasi).
- Don Matteo tecnicamente evade due volte dagli arresti domiciliari, che nel frattempo erano stati concessi dal giudice, per far visita a Emanuela in ospedale e per recarsi a casa del padre di Ester.
- Dopo la conclusione di questo episodio, venne trasmesso un filmato aggiuntivo. Don Matteo incontra suor Angela, protagonista di Che Dio ci aiuti, in un simbolico passaggio di consegne tra fiction di carattere religioso. In tale breve incontro il sacerdote suggerisce alla suora un nome per il bar che ella sta costruendo, "Angolo Divino" e conclude esclamando «Che Dio ci aiuti!»[14].
- Ascolti Italia: telespettatori 8 171 000 - share 30,45%[15]